# ムラード
ムラード（Murad, 1570年6月7日 - 1599年5月12日）は、北インド、ムガル帝国の皇帝アクバルの次男（ただし、夭折した兄2人がいるので正確には四男である）。

## 生涯
1570年6月7日、ムガル帝国の皇帝アクバルとその妃サリーマ・スルターン・ベーグムの息子として生まれる。
1594年末以降、ムラードは帝国の武将アブドゥル・ラヒーム・ハーンとともにデカンへ遠征した。
だが、ムラードは遠征中、アブドゥル・ラヒーム・ハーンとよく意見の対立から衝突するようになった。アブル・ファズルの著書「アクバル・ナーマ」では、その原因の多くをアブドゥル・ラヒーム・ハーンとしているが、同時にムラードの経験不足、邪な取り巻きにも目をむけている。
この対立においては、ムラードの後見役サーディク・ムハンマド・ハーン・ヘラーティーがよく仲介にあたったが、1597年に彼は死亡している。ムラードとアブドゥル・ラヒーム・ハーンとの関係は悪化の一途をたどり、ムラードはアクバルに苦情の書簡を送り、アブドゥル・ラヒーム・ハーンは解任を申し出た。
最終的に両者の対立は、アブドゥル・ラヒーム・ハーンが帝都アーグラに赴いて弁解し、1599年初頭にアブル・ファズルがムラードに帰還の命を伝えるためデカンに派遣され、デカンは代わりにミールザー・シャー・ルフに任されることとなった。
同年中頃、アブル・ファズルがムラードの陣営に向かった際、ムラードはアブル・ファズルとの面会を拒否するため、アフマドナガル王国の領土にさらに進行した。そして、これは不首尾に終わり、酒に浸るようになった。
同年5月12日、ムラードは過度の飲酒により、28歳で死去した。アブル・ファズルはムラードの陣営から30キロの地点に着いたとき、新たな後見役ミールザー・ユースフ・ハーン・レザウィーからムラードの危篤の知らせを受け取とったが、到着前にムラードは死亡した。アブル・ファズルは結局、その死をアクバルに伝えることが役目となった。